# Зеркальце (мультфильм)
Зе́ркальце — советский мультфильм киностудии «Союзмультфильм» 1967 года для детей о том, как звери перевоспитали девочку-хвастунишку.

## Сюжет
Пошла девочка в лес погулять, шла по тропинке и пела:
«Что за скучный лес — ну просто смех! 
Ничего хорошего в нём нету. 
Кто похвалит меня лучше всех, 
Тот получит сладкую конфету!»
Первыми её заметили заяц Прошка и ворона. Стали лесные звери девочку хвалить и никто угодить не смог, ей всё время в похвалах что-нибудь не нравилось. И только когда она случайно уколола палец об ежика и расплакалась от боли, то перестала задирать нос. И ёж ей сказал: «Теперь ты в самом деле красивая. Это потому, что ты не кривляешься.» Девочка отдала зайцу Прошке конфету, а зверятам — зеркальце. Все стали смотреться в него и веселиться. А вредная ворона утащила у зайца конфету и сама стала повторять: «Кто похвалит меня лучше всех, тот получит сладкую конфету!»

## Создатели
| Автор сценария             | Леонид Завальнюк |
| Режиссёр                   | Пётр Носов |
| Художник-постановщик       | Константин Карпов                                                                                                   |
| Оператор                   | Екатерина Ризо |
| Композитор                 | Михаил Меерович |
| Звукооператор              | Георгий Мартынюк |
| Ассистент                  | Галина Любарская |
| Монтажёр                   | Татьяна Сазонова |
| Художники-мультипликаторы: | Эльвира Маслова, Леонид Каюков, Владимир Попов, Елизавета Комова, Вадим Долгих, Владимир Пекарь, Светлана Жутовская |
| Художники-декораторы:      | Вера Харитонова, Елена Танненберг                                                                                   |
| Редактор                   | Аркадий Снесарев |
| Ассистент художника        | Борис Садовников |
| Директор картины           | Фёдор Иванов |

## Роли исполняют
- Девочка / Медвежонок — Тамара Дмитриева
- Заяц — Георгий Вицин
- Белки / Ёж — Юлия Юльская
- Крот — Михаил Яншин
- Ворона — Александра Панова

## Издания на видео
В СНГ в середине 1990-х годов мультфильм выпускался на видеокассетах в сборниках «Лучшие советские мультфильмы» «Studio PRO Video», в сборнике мультфильмов киностудии «Союзмультфильм» студией «Союз». Мультфильм неоднократно переиздавался на DVD в сборниках мультфильмов «Союзмультфильма»: «Кем быть, каким быть?», выпуск 2 (2005), «Маленькая колдунья» (2009).
С 1967 по 1991 годы мультфильм показывали по ЦТ СССР. Также мультфильм показывали в рамке детской телепередачи «Спокойной ночи, малыши!». В 1992—1996 годах мультфильм показывали по МТК. С середины 1990-х — на НТВ. На ОРТ (Первый) мультфильм показывали в 1995, 1996 и 1999 года. С 1997 года мультфильм показывали на СТС, с 1998 года, — на РТР (Россия, Россия 1). В конце 2000-х и в 2010 годах мультфильм показывали на канале «Теленяня». Также мультфильм показывали на телеканале «Мульт». Ныне транслируется на канале «Карусель», а также на телеканале Культура.